# San Lorenzo (Valle)
Pour les articles homonymes, voir San Lorenzo.
San Lorenzo est une ville du Honduras, située dans le département de Valle.